# Luftangriffe auf Chongqing

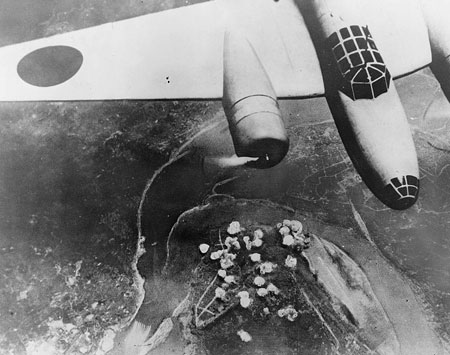
Japanischer Bomber des Typs Mitsubishi Ki-21 über Chongqing, 1940 (Asahi Shinbun)

Bei den Luftangriffen auf Chongqing (chinesisch 重慶大轟炸 / 重庆大轰炸, japanisch 重慶爆撃) während des Zweiten Japanisch-Chinesischen Krieges bombardierte Japans Kaiserliche Heeres- und Marineluftwaffe die damalige chinesische Kriegshauptstadt Chongqing. Das japanische Militär erhoffte sich von den Bombenangriffen eine Wende im Abnutzungskrieg auf dem chinesischen Festland. Die planmäßigen Luftangriffe begannen im Januar 1939 und endeten nach dem japanischen Angriff auf Pearl Harbor im Dezember 1941. Aufgrund der Unterlegenheit ihrer Luftwaffe beschränkten sich die Verteidigungsanstrengungen der Kuomintangregierung größtenteils auf Flakartillerie, Luftschutzräume und Evakuierungen. Verschiedene Quellen geben die Anzahl der Getöteten mit 10.000 bis 23.000 an.

## Hintergrund

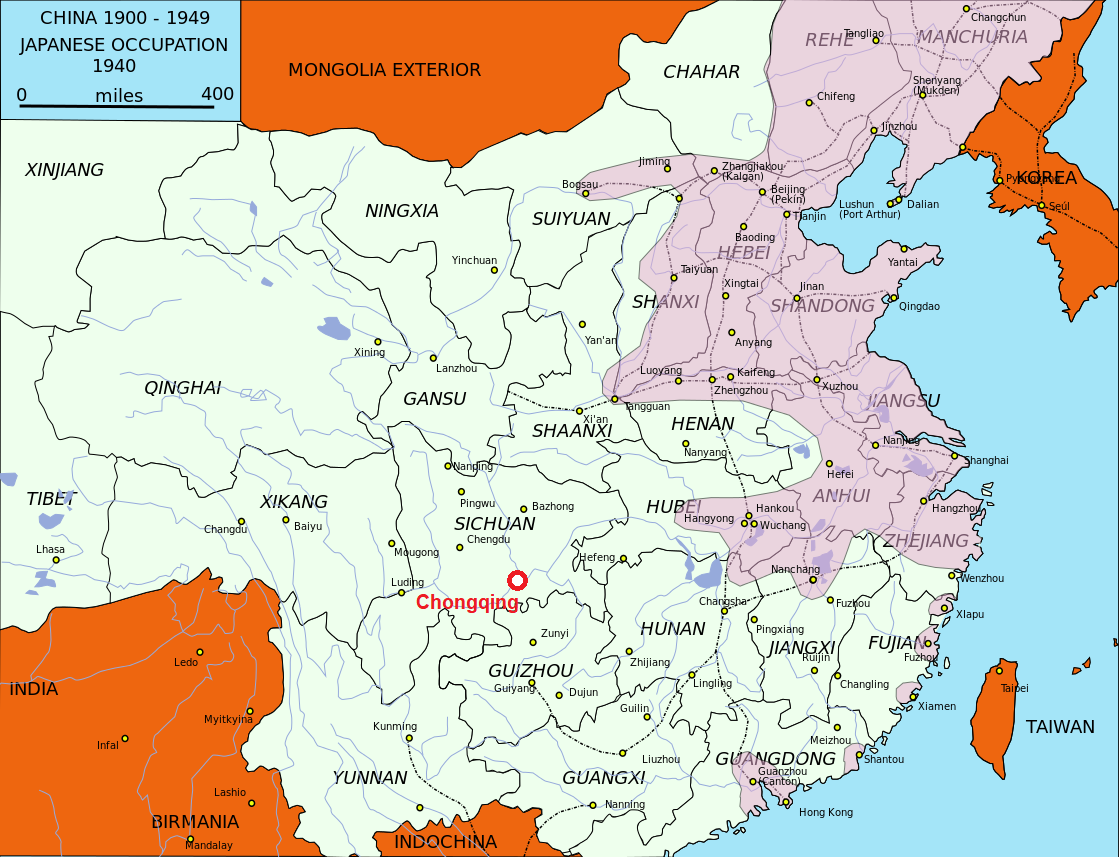
Ausdehnung der japanischen Besatzungszone während des Zweiten Japanisch-Chinesischen Krieges im Jahr 1940. Chongqing befindet sich in der Provinz Sichuan im Südwesten des Landes

Im Jahr 1937 begann Japan den Zweiten Japanisch-Chinesischen Krieg, um durch einen kurzen Waffengang von China territoriale und wirtschaftliche Zugeständnisse zu erzwingen. Auch wenn die japanischen Streitkräfte den chinesischen weit überlegen waren und Gefecht um Gefecht für sich entschieden, entzog sich die Kuomintang (KMT) unter Chiang Kai-shek durch den Rückzug ins Inland der vollkommenen militärischen Niederlage. Nachdem die damalige chinesische Hauptstadt Nanking 1937 durch die japanischen Streitkräfte besetzt worden war, wich die Kuomintang-Regierung zunächst nach Wuhan aus. Danach verlegte sie ihren Sitz ins weit im gebirgigen Inland liegende Chongqing, das danach als Kriegshauptstadt fungierte. Aufgrund ihrer Lage und des umgebenden Terrains war die Stadt außerhalb der Operationsreichweite der japanischen Bodentruppen. Nach der anfänglichen Siegesserie für Japan entwickelte sich eine Pattsituation, bei der die Japaner die KMT-Armee und den KMT-Staat nicht zerschlagen konnten. Anderseits gelang es auch den nationalchinesischen Truppen nicht, nennenswertes Territorium zurückzuerobern. Die japanische Regierung und Militärführung sahen in Luftangriffen ein Mittel, die Kampfkraft der Kuomintang zu untergraben und diese zu einem Friedensschluss zu japanischen Bedingungen zu bewegen. Die japanischen Luftstreitkräfte konzentrierten sich zunächst auf die Hauptversorgungswege der chinesischen Regierung, um die Lieferung ausländischen Nachschubs zu unterbinden. Daher lag zunächst der Fokus der Luftoperationen auf Lanzhou, dem Verbindungspunkt zur Sowjetunion, und den Brücken und Verkehrsknotenpunkten in Südchina zur Burmastraße. Ebenso versuchten sie, durch die Bombardierung von Flugplätzen die chinesische Luftwaffe zu vernichten, was jedoch nicht erreicht wurde.
Am 18. Februar 1938 führten japanische Kampfflugzeuge erstmals einen Luftangriff auf Chongqing durch. Der Angriff mit neun Bombern war Teil von mehreren Operationen gegen verschiedene chinesische Städte im Sinne einer Machbarkeitsstudie. Der Angriff kostete drei Menschen das Leben und zerstörte drei Gebäude. Am 2. Dezember 1938 beschloss das Kaiserliche Große Hauptquartier mit dem Befehl Nr. 241 eine strategische Bombardierungskampagne gegen die Kriegshauptstadt. Mittelbar sollte dies über das Lahmlegen der chinesischen Kriegswirtschaft und das Brechen der Moral der chinesischen Zivilbevölkerung erreicht werden. Neben der Militärführung trugen auch die Zivilregierung unter Konoe Fumimaro und der Kaiser den Befehl mit. Die Eskalation des Bombenkriegs war das Hauptwerkzeug des japanischen Staates in dem Versuch, den Krieg in China zu einem siegreichen Ende zu bringen und einen pro-japanischen Marionettenstaat unter dem KMT-Deserteur Wang Jingwei zu errichten.

## Verlauf der Bombenangriffe

### Bombenangriffe 1939 bis 1940

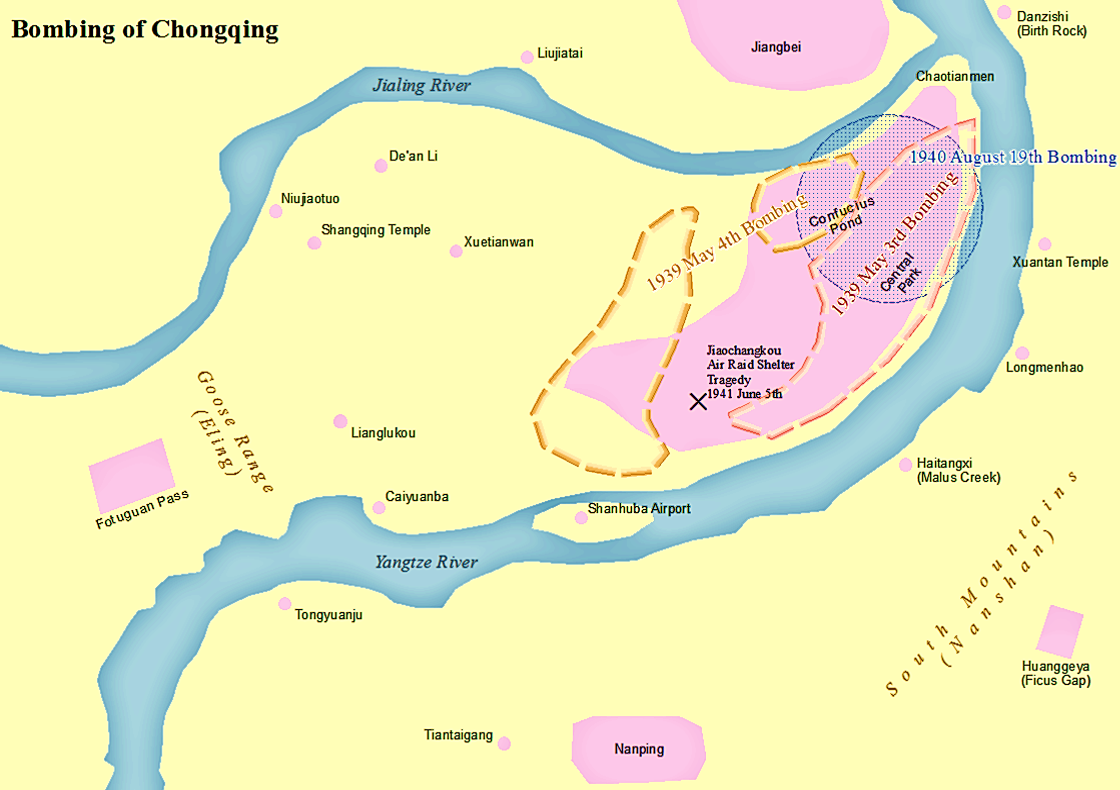
Schematische Darstellung der Bombenangriffe auf das Stadtgebiet von Chongqing

Im Januar 1939 begannen die ersten Luftangriffe, die dezidiert die Zivilbevölkerung zum Ziel hatten. In diesem Monat erfolgten drei Angriffe, welche rund 100 Zivilisten das Leben kosteten. Aufgrund der Wetterlage über Chongqing waren den japanischen Luftstreitkräften von Februar bis April 1939 keine Luftangriffe möglich. Am 3. und 4. Mai 1939 erfolgte ein konzentrierter japanischer Bombenangriff von Wuhan aus, das man in der vorhergehenden Schlacht eingenommenen hatte. Die für die Zivilbevölkerung überraschenden Angriffe lösten durch eine Mischung aus Spreng- und Brandbomben großflächige Brände in der Stadt aus. Die chinesischen Behörden zählten 3.700 Tote, 2.650 Verletzte und 4.900 zerstörte Gebäude. Von Mai bis November 1939 folgten zwanzig weitere Luftschläge verschiedenen Umfangs. Die japanische Führung intensivierte die Angriffe mit der Operation 101 vom Mai 1940 bis Ende September 1940. Hierbei wurden Kräfte sowohl der Heeres- als auch der Marineluftwaffe zusammengezogen, die pro Angriff rund 50–100 Tonnen Bomben abwarfen. Die Angriffe erfolgten am Tage und in der Nacht. Die chinesischen Behörden zählten in dieser Zeit 2.600 einzelne Angriffe und rund 10.000 abgeworfene Bomben sowie 4.100 Tote und 5.400 Verletzte. Laut japanischen Angaben wurden im Sommer 1940 insgesamt 27.000 Bomben mit einem Gewicht von 2.957 Tonnen über der Stadt abgeworfen. Die Japaner bezifferten ihre eigenen Verluste im Rahmen der Operation 101 auf 107 Flugzeuge und 89 Tote unter den Besatzungsmitgliedern. Durch die Eroberung von Yichang reduzierte sich die Distanz für die japanischen Flugzeuge bis zum Ziel, wodurch die Luftschläge leichter durchgeführt werden konnten.
Aufgrund seiner großen Reichweite fiel die Wahl für die lange Flugstrecke zwischen Wuhan und Chongqing vorwiegend auf den landgestützten Marinebomber Mitsubishi G3M. Die Hauptlast der Luftangriffe trug infolgedessen die Marineluftwaffe. Der Oberbefehl über die Luftangriffe lag beim Chef der Kombinierten Luftflotte Ōnishi Takijirō. Die Planung der Operationen lag bei Inoue Narumi, dem Stabschef der japanischen Flotte in China. Die Heeresluftwaffe setzte den Langstreckenbomber Mitsubishi Ki-21 für Angriffe auf Chongqing ein. Die japanische Einsatztaktik legte bei größeren Operationen ihr Augenmerk nicht nur auf die Zerstörung von Zielen. Die Bomberströme wurden so gelenkt, dass durch ungleichzeitiges Eintreffen die Stadt möglichst lange im Luftalarm gehalten werden musste. Vom Frühjahr bis zum Spätsommer hatte die Stadt rund 10 Stunden Luftalarm pro Tag, wobei der längste durchgehende Luftalarm 96 Stunden währte. Die Stärke der Angriffsverbände variierte und steigerte sich im Laufe der Operation. Zum Ende der Kampagne waren Verbände aus rund 200 Bombern üblich. Chongqing war die von Bombenangriffen am meisten betroffene chinesische Stadt des gesamten Krieges. So wurde beispielsweise die Hauptstadt der Kommunisten Yan’an von 1938 bis 1941 nur siebzehnmal aus der Luft angegriffen. Dabei waren 241 Todesopfer zu vermelden.

### Einstellung der Luftangriffe wegen des Pazifikkriegs
Von Januar 1941 bis September 1941 erfolgten nur 40 Angriffe, da die japanische Führung ihre Luftstreitkräfte für den Pazifikkrieg gegen die Westalliierten vorbereitete und deswegen umorientierte. Mitte Oktober 1941 verblieben nur rund 70 japanische Kampfflugzeuge der Heeresluftwaffe am chinesischen Kriegsschauplatz. Die Mehrheit von rund 1100 einsatzbereiten Maschinen der Heeresluftstreitkräfte waren zu zwei Dritteln für den südostasiatischen Kriegsschauplatz vorgesehen und zu einem Drittel in der Mandschurei in Reserve gehalten. Mit dem Beginn des Pazifikkriegs durch den japanischen Überfall auf Pearl Harbor am 7. Dezember 1941 wurde die Bombardierungskampagne von den japanischen Streitkräften fast vollständig eingestellt. Im Jahr 1943 erfolgte ein letzter einzelner Luftangriff Japans auf Chongqing.
Als Militärhilfe der Vereinigten Staaten von Amerika erhielt die chinesische Luftwaffe Unterstützung durch die US-amerikanische Fourteenth Air Force, wodurch die japanischen Luftstreitkräfte ab 1943 die Luftherrschaft über China verloren. Anfang 1944 standen etwa 100 japanischen Flugzeugen (ausschließlich von der Heeresluftwaffe) 170 Kampfflugzeuge der chinesischen Luftwaffe und 230 US-Kampfflugzeuge gegenüber. Ende 1944 hatte sich dieses Verhältnis mit 150 japanischen Flugzeugen in China zu 800 alliierten Maschinen weiter verschoben. Durch den Einsatz der den japanischen Modellen überlegenen Jagdflugzeuge Curtiss P-40 und North American P-51 hatten die alliierten Luftwaffen, neben der zahlenmäßigen Überlegenheit, auch einen technischen Vorteil gegenüber ihren japanischen Gegnern. Dies führte zu einer Beschränkung der japanischen Luftmissionen auf Nachtangriffe und zur Limitierung der Luftnahunterstützungseinsätze auf seltene Angriffe mit dafür wenig geeigneten Jagdflugzeugen. Damit war eine erneute strategische Bombardierungskampagne aus japanischer Sicht unmöglich.

## Luftabwehr- und Luftschutzmaßnahmen

### Luftabwehrmaßnahmen
Die chinesische Luftwaffe war ihren japanischen Gegnern qualitativ und quantitativ deutlich unterlegen. Die Luftwaffenführung setzte diese nur sparsam ein. Dennoch wurden die Japaner ab 1939 gezwungen, ihre Bombenangriffe nur noch mit einer Jagdeskorte durchzuführen. Ende 1940 waren von rund 300 Kampfflugzeugen der chinesischen Luftwaffe rund 160 für die Verteidigung der Kriegshauptstadt abgestellt. Die American Volunteer Group wurde bei ihrer Gründung als Einheit zur Verteidigung der Hauptstadt angedacht, aufgrund strategischer Überlegungen der chinesischen Militärführung kam sie allerdings in dieser Rolle nie zum Einsatz und wurde zur Unterstützung des im Feld stehenden Heeres verwendet. Ab 1940 setzten die japanischen Luftstreitkräfte Jagdflugzeuge des Typs Mitsubishi A6M ein, welche durch ihre technische Überlegenheit die Luftüberlegenheit über Chongqing sichern konnten. Durch die hohen Verluste war der Bestand der chinesischen Luftwaffe Ende 1940 auf nur 56 flugbereite Maschinen zusammengeschmolzen. Dies und der geringe Ausbildungsgrad der Besatzungen sorgten dafür, dass die chinesische Seite ab 1940 nur noch sehr wenige Kampfeinsätze in der Luft durchführte. Die chinesische Luftwaffe bestand bis 1942 vorwiegend aus sowjetischen Modellen. Bezogen auf den gesamten Kriegsschauplatz taten rund 2.000 sowjetische Piloten Dienst in der chinesischen Luftwaffe, wovon rund 200 Mann ums Leben kamen.
Die Hauptlast der aktiven Luftabwehr lag bei der Flakartillerie. 1939 setzte sich die Luftverteidigung der Stadt aus siebzehn 75-mm-Kanonen, sechzehn Kanonen im Kaliber 20–37 mm sowie aus rund 20 Beleuchtungsbatterien zusammen. Ebenso setzte die Luftabwehr Schallmessgeräte zur Ortung der Bomber ein. Auf Betreiben Chiangs wurden im August 1939 erstmals eine unbekannte Zahl mobiler Flugabwehrartillerieeinheiten eingesetzt. Die Ausbildung der Flugabwehrsoldaten wurde standardisiert und auf ein Jahr festgelegt. Beide Seiten veröffentlichten zu den Erfolgen der Luftabwehr unrealistische Zahlen, welche der eigenen Propaganda dienten. Eine interne Statistik des KMT-Militärs zählte fünfzehn zerstörte und 85 beschädigte Bomber für den Zeitraum von 1938 bis 1941. Unter japanischen Bomberbesatzungen galten Einsätze gegen Chongqing als Einsätze mit geringer Gegenwehr und minimalen Verlusten.

### Luftschutzmaßnahmen

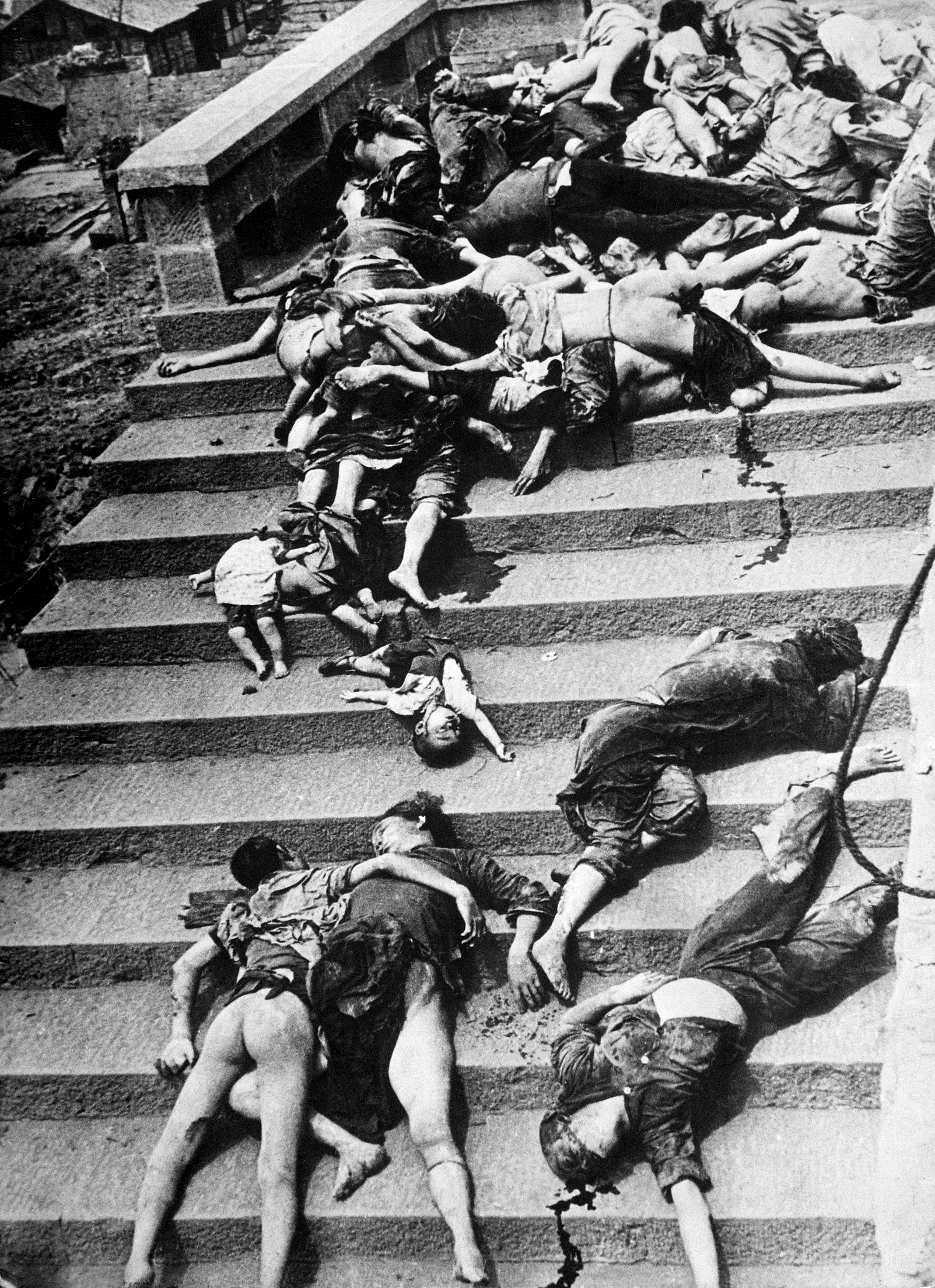
Zivilisten, die bei einer Massenpanik während des Aufsuchens von Schutzbunkern ums Leben kamen.

Die chinesischen Behörden schufen 1937 ein städtisches Luftschutzkommando in Chongqing. Die ersten Maßnahmen waren die Einrichtung von Schutztunneln in der Nähe des Linjiiang-Tores und im Stadtteil Fuzichi. Bis Dezember 1937 wurden 55 Luftschutzeinrichtungen gebaut, welche 7.000 Menschen bei einer Gesamtbevölkerung von 415.000 Menschen Platz boten. Das Luftschutzkommando plante die Errichtung eines zentralen Tunnelsystems, welches als Hauptluftschutzbunker dienen sollte. Das vier Kilometer lange Tunnelsystem sollte sich über mehrere Stadtteile erstrecken und über verschiedene Eingänge erreichbar sein. In den Schutzraumbau wurden auch im Sandsteinuntergrund der Stadt vorkommende Höhlen einbezogen. Die Pläne wurden aber aufgrund Ressourcenmangels nur in Teilen umgesetzt. Im weiteren Kriegsverlauf bauten die Chinesen viele dezentrale Luftschutzstätten, welche jedoch zumeist von primitiver Bauart waren. Oft handelte es sich um einfache Unterstände bestehend aus einem Schützengraben und einer Holzabdeckung. 1938 standen insgesamt 166 Unterstände und Bunker zur Verfügung, ein Jahr später waren es bereits 800. Ab 1940 versuchte das Luftschutzkommando durch bauliche Maßnahmen wie Brandschneisen die Brandgefahr nach japanischen Bombenangriffen zu minimieren. Im Jahr 1944 meldete der Luftschutz der Stadt mehrere Tausend Schutzeinrichtungen, welche die ganze Stammbevölkerung von 450.000 Menschen beherbergen sollten.
Neben den staatlichen Schutzeinrichtungen gab es auch aufwendiger konstruierte private Bunker. Diese boten einen gewissen Komfort durch elektrisches Licht, Kühlschränke und Sitzmöbel. Diese waren aber nur für den wohlhabenden Teil der Bevölkerung erschwinglich, da die Betreiber hohe Gebühren für die Nutzung verlangten. 1941 gab es rund 470 öffentlich und etwa 930 privat betriebene Luftschutzräume in der Stadt. Die privaten Schutzräume wurden in der Regel von öffentlichen Institutionen, dem Militär oder zivilen Betrieben und Arbeitsstätten unterhalten, dienten aber häufig nur der Führungsschicht der Institution, die sie errichtete. Mehrere zehntausend Menschen flohen aus der Stadt oder wurden evakuiert, so dass die Bevölkerungszahl von 475.000 im Jahre 1937 auf 394.000 im Jahr 1940 sank. Nach dem Ende der Bombardements stieg die Zahl rasch wieder an und erreichte 1944 die Millionenmarke. Die chinesischen Bevölkerungsstatistiken waren jedoch sehr lückenhaft, da Obdachlose und in der Stadt lebende Flüchtlinge oft nicht erfasst wurden. Bei einer Untersuchung der KMT-Jugendorganisation im Jahre 1941 von 240 registrierten Luftschutzeinrichtungen zeigte sich eine sehr mangelhafte Ausrüstung und Instandhaltung der Schutzräume. Nur jeder Vierzigste war mit elektrischem Licht ausgestattet und nur jeder Vierte war mit Sitzbänken ausgestattet, zudem hatte rund ein Viertel bauliche Mängel wie Wasserschäden, mangelhafte Ventilation oder hygienische Mängel.
Zur Verringerung der Zahl von Zivilisten im Zielgebiet organisierte die KMT-Regierung ab 1939 auch zeitlich begrenzte Umsiedlungen. Ein Teil der Bewohner wurde davon auf das Umland verteilt, der andere Teil auf die Vororte. Die Umsiedlungen wurden in jährlichen Kampagnen durchgeführt, die mit dem Beginn der Wetterbesserung im Frühjahr starteten, als Luftangriffe wieder zu erwarten waren. Die Regierung setzte auch finanzielle Mittel zur Unterstützung der Umgesiedelten ein. Im Verlauf der Bombenangriffe etablierte die KMT-Regierung ein gut funktionierendes Luftbeobachtungs- und Meldesystem, welches sowohl Funkgeräte, Telegrafen und Telefone zur Nachrichtenübertragung einsetzte. Mittels des Systems konnten die japanischen Angriffe meist von Beginn an aufgeklärt werden.
Im Sommer 1939 starben bei einem Luftangriff in einer Schutzhöhle im Stadtteil Shihuishi laut Augenzeugenberichten mehrere tausend Menschen. Der zum Massengrab gewordene Schutzraum wurde von zwangsverpflichteten Zivilisten ausgeräumt. Am 5. Juni 1941 starben 461 bis 1.527 Menschen im Schutztunnel des Stadtteils Shibati. Aufgrund nicht angeschlossener Stromgeneratoren konnte in dem großen Tunnel weder Licht noch Lüftung betrieben werden. Die Insassen des Tunnels versuchten diesen wegen Atemnot und dem dadurch aufkommenden Gerücht eines japanischen Gasangriffs zu verlassen. Es entstand eine Massenpanik, jedoch wurden die Flüchtenden von den Luftschutzkräften zurück in den Bunker gezwungen. Viele Menschen starben an Sauerstoffmangel oder in der Massenpanik beim Versuch, den Tunnel zu verlassen. Obwohl die nationalistische Regierung versuchte, den Vorfall durch Zensur zu verbergen, wurde dieser durch Augenzeugen bekannt. Auf die Häufung von Unfällen in den Luftschutzbunkern reagierte die KMT-Regierung im Juni 1941 mit der Absetzung des Ministers für Luftschutz Liu Qiying.

## Folgen
Die Angaben zu Opferzahlen durch die Luftangriffe variieren stark. Eine interne Statistik des KMT-Militärs von 1946 bezifferte diese auf etwa 15.000 Tote und rund 20.000 Verletzte. Neben den damaligen Daten der chinesischen Behörden gibt es neuere chinesische Untersuchungen, welche die Todesfälle auf 23.600 und die Zahl der Verletzten auf 31.000 beziffern. Konservativere chinesische Daten gehen von rund 10.000–14.000 Toten und rund 10.000–12.000 Verletzten aus.
Für die Zivilbevölkerung wurde die Bombardierung aufgrund ihrer Wetterabhängigkeit wie eine eigene Jahreszeit wahrgenommen, in der das Leben vom Luftschutzalarm und dem Aufenthalt in Schutzeinrichtungen bestimmt wurde. Die Aufwendungen für den Luftschutz nahmen so viele Ressourcen des medizinischen Dienstes der Hauptstadt in Anspruch, dass geplante Programme zur Gesundheitsfürsorge nicht durchgeführt werden konnten. Neben Verbrennungen und Verletzungen durch Trümmer und Splitter nahmen auch psychische Erkrankungen – vor allem Angststörungen – während der Angriffe zu. Ein interner Bericht der Gesundheitsbehörden gab an, dass zur Versorgung der Zivilbevölkerung 122 Schulmediziner und 310 traditionelle Praktiker zur Verfügung standen. Die Luftangriffe führten 1940 zum weitgehenden Zusammenbruch des Abwassersystems der Stadt. Die Gesundheitsbehörden konnten aber 1939 durch Impfkampagnen dafür sorgen, dass im Folgejahr kein einziger Cholerafall auftrat. Dabei wurden 150.000 Bewohner gegen die Infektionskrankheit geimpft und eine Impfpflicht beim Militär eingeführt. Das Gesundheitssystem profitierte auch hier vom Einsatz tausender mobilisierter Frauen in den pflegerischen Berufen. Die Strapazen in den Luftschutzeinrichtungen trafen die verschiedene Gesellschaftsschichten unterschiedlich hart. Die kleine Oberklasse konnte in relativ komfortablen und sicheren Einrichtungen Schutz suchen, während die Mehrheit der Bevölkerung auf das öffentliche Luftschutzsystem angewiesen war. Unter den schwierigen Bedingungen in den Luftschutzräumen litten besonders Alte und Kinder. Die Bombardierungen führten auch zu einem Anstieg der obdachlosen Waisen in der Stadt. Berufsgruppen mit Aufenthalt im Freien waren gehäuft Opfer der Angriffe. So hatten im September 1939 die 6.000 Rikschafahrer der Stadt 300 Tote und 700–800 Verletzte zu beklagen. Der Militärpolizei, welche nach japanischen Saboteuren Ausschau halten sollte, war es untersagt, sich in die Luftschutzkeller zurückzuziehen, was zu vielen Toten unter den Mannschaften führte.
Das Ziel der Destabilisierung der Hauptstadt und der Kuomintang erreichten die Angriffe nicht. Ebenso schafften sie es nicht, die Stadt und somit die KMT-Regierung von der Außenwelt zu isolieren. Die Land- und Luftverkehrswege konnten zu keiner Zeit unterbrochen werden. Die Angriffe wurden in den westlichen Medien in eine Reihe mit den Kriegsverbrechen beim Luftangriff auf Guernica gestellt, wodurch Japan in der westlichen öffentlichen Meinung einen deutlichen Prestigeverlust erlitt.

## Rezeption
Die Nationalisten hoben den Schutz der Zivilbevölkerung durch die KMT-Regierung hervor und nutzten sie als Mittel, um an Legitimität zu gewinnen. Die zahlreichen Unfälle in den Schutzräumen und der Umgang der Verwaltung hiermit stellten jedoch für die Bevölkerung eher die Ineffizienz der republikanischen Verwaltung heraus. Es gibt zahlreiche Berichte, dass der Widerstandswille gegen die Japaner durch die als Kriegsverbrechen empfundenen Bombenangriffe gestärkt wurde. Der US-amerikanische Admiral und scheidende Befehlshaber der Asiatic Fleet Thomas C. Hart nannte die Luftangriffe eine Torheit ohne jeden militärischen Nutzen. In der Volksrepublik China waren die Bombenangriffe wie auch die nationalistische Seite des Bürgerkriegs und des Antijapanischen Kriegs Tabuthema. Mit der Reform- und Öffnungspolitik trat eine Wende ein, welche das Narrativ eines vereinigten Kampfes der Nationalisten und Kommunisten gegen Japan hervorhob. Damit wurden Forschungen und Veröffentlichungen über die Geschichte Chongqings als Kriegshauptstadt möglich.
Die Arbeit des Korrespondenten des Time Magazines Theodore H. White und des Fotografen Carl Mydans, welche beide Augenzeugen der Bombardements wurden, erreichten in der US-amerikanischen Öffentlichkeit großen Einfluss. Im Oscar-prämierten Film „Kukan“ gibt es eine 17-minütige Sequenz mit Original-Filmaufnahmen aus Chongqing während der Zeit der Bombardierung.
2004 bildete sich eine Gruppe von Überlebenden und Angehörigen der Opfer, welche 2006 den japanischen Staat auf Schadensersatz und eine Entschuldigung verklagte. Die von 188 Personen erhobenen Ansprüche wurden vom Bezirksgericht Tokyo 2015 abgewiesen.